# MSYS2
MSYS2 è una piattaforma di distribuzione e sviluppo software per Microsoft Windows che aiuta a distribuire codice dal mondo Unix su Windows.
MSYS2 condivide questo obiettivo di portare il codice Unix su macchine Windows con altri progetti, in particolare Cygwin e Windows Subsystem per Linux (WSL). Cygwin fornisce un ambiente POSIX completo in cui le applicazioni vengono eseguite come in Unix. WSL consente ai binari Linux di funzionare su Windows, con supporto limitato per le chiamate del kernel e limitazioni significative nelle applicazioni grafiche. Al contrario, MSYS2, insieme al porting del compilatore Mingw-w64, traduce il codice Unix in binari Windows nativi. Questo ha il vantaggio che gli utenti del software trasferito possono rimanere su Windows, invece di passare da un sistema operativo all'altro.
MSYS2 fornisce un gestore pacchetti (Pacman da Arch Linux), una shell bash e altri programmi Unix che eseguono nativamente (senza intermedi POSIX emulazione) su Windows. Il software in esecuzione in MSYS2 supporta i nomi di file in stile Unix. Ad esempio, è possibile utilizzare il comando start notepad++ /c/Users/John/file.txt  per avviare un editor che aprirà il file con il percorso di Windows C:\Users\John\file.txt.
Al fine di supportare l'emulazione POSIX, ove necessario, MSYS2 include una libreria di runtime "msys-2.0.dll" derivata dalla runtime di Cygwin, "cygwin1.dll". La runtime di MSYS2 viene regolarmente aggiornata per tenere traccia dello sviluppo di Cygwin.
MSYS2 e Mingw-w64 sono una riscrittura indipendente di MSYS e MinGW. Il fork ha avuto luogo nel 2005 -2008 perché MSYS non ha tenuto il passo con lo sviluppo di Cygwin e non supportava 64 bit. La terminologia non è sempre chiara: a volte, i termini "MSYS" e "MinGW" vengono utilizzati in modo errato per abbreviare "MSYS2" e "Mingw-w64".